# Рецепция римского права
Рецепция (усвоение, заимствование) римского права — использование положений римского права другими государствами более позднего периода.

## Типология
Рецепция бывает двух видов:
- Прямая (первичная) — нормы римского права выступали как непосредственный регулятор общественных отношений или как основание для законодательной деятельности.
- Производная (вторичная) — нормы римского права реципированы одной правовой системой, заимствовались в таком модифицированном виде другой правовой системой.

Формы рецепции:
- Изучение, исследование, комментирование и усвоение принципов и норм римского права.
- Непосредственное введение в действие и применение норм римского права.
- Использование норм, идей и категорий римского права, римской методики создания нормативно-правовых актов в правотворческой деятельности.

## История
Варвары, образовавшие после падения Римской империи новые государства в Галлии и Испании, продолжали применять римское право. В этих государствах составлялись сборники римского права (Leges romanae), наиболее известный из которых, Lex Romana Visigothorum, или Breviarium Alaricianum, был составлен в вестготском государстве при Аларихе II, в 506 г. Он был единственным средством ознакомления с римским правом вплоть до возобновления в XI веке его систематического изучения. Меньшее значение имели Edictum Theodorici — сборник, составленный между 511 и 515 гг. для латиноязычного и германского населения остготского государства и Lex Romana Burgundionum, иначе Papian, составленный около 517 г. в Бургундском государстве.
Римское право активно применялось в южной Франции и средней Италии. В 529—534 годах в Византии был составлен Кодекс Юстиниана (Corpus juris civilis). Он имел огромное значение для дальнейшего развития римского права.
Научные занятия по римскому праву начались в Италии в XII веке и особенно усилились во Франции в XVI веке. Они проводились в университетах, прежде всего в Болонском. Исследователей римского права называли глоссаторами.
Интерес к римскому праву был связан с тем, что с усилением королевской власти появилось стремление правителей ослабить значение народных правовых обычаев в судах. В связи с этим королевскою властью назначались судьи, знакомые с римским правом. Развитие экономических отношений требовало регулирования со стороны более совершенного права, чем существовавшие правовые обычаи. При этом не только каждая местность, но и каждая социальная группа жила по своим правовым обычаям. Наконец, католическая церковь также покровительствовала римскому праву как более совершенному по сравнению с правовыми обычаями языческих времен. Римское право взамен неясных и спорных обычаев предлагало вполне определённое, писаное право — lex scripta, единое для всех территорий и сословных групп и способное регулировать самые сложные отношения торгового оборота.
В борьбе с папами римские законы служили императорам Священной римской империи новую службу, подкрепляя верховенство светской власти над духовной. Вследствие этого из защитников римского права и покровителей университетов и докторов права римские папы обратились в их противников. Доктора права группировались вокруг императоров, помогая им в борьбе с папами, защищая привилегии их внутри государства и поддерживая их в международной политике. Итальянские юристы создавали для этого целые политические доктрины, опирающиеся на римское право.
Помимо этих общих причин, в Германии рецепции римского права способствовало то, что Священная Римская империя считалась наследником прежней Римской империи. В ней в 1495 г. был учрежден общеимперский суд (Reichskammergericht). При решении дел он прежде всего должен был применять римское право, и лишь затем он должен был принимать во внимание «доброе» немецкое право, на которые сошлются стороны. Так действие римского права было санкционировано законодательно. Затем подобные правила были введены и в других судах германских земель. В связи с этим к концу XVI века — XVII веку римское право было реципировано в Германии прямо и непосредственно.
Но будучи реципировано и став непосредственным законом, римское право претерпело изменения. Обновленное римское право получило название «современное римское право» (usus modernus Pandectarum, heutiges römisches Recht).
Затем в наиболее крупных государствах Германии возникло стремление к кодифицированию гражданского права путём переработки римского и национального права в нечто единое. Так, в 1756 г. в Баварии был издан Codex Maximilianeus Bavaricus, а в 1794 г. в Пруссии было издано Прусское земское уложение (Preussisches Landsrecht). Во Франции национальное и римское право были объединены при создании Кодекса Наполеона (1804 г.), который, в свою очередь, стал образцом для подражания при кодификации гражданского права в других государствах.
В XVIII—XIX веках германскими правоведами (пандектистами) была проведена всеохватывающая (пандектная) систематизации источников римского частного права, прежде всего Юстиниановых Дигест (пандектов). Благодаря работам пандектистов появились общие понятия: договор, сделка, обязательство, право собственности, вещное право, деликт, которых не было в римском праве.
Таким образом, римское право оказало такое же объединяющее влияние на юриспруденцию и законодательство европейских народов, как латинский язык — на их науку.

## Критика
Профессор В. А. Томсинов считает, что рецепции римского права не существовало в том значении, в котором его понимают другие историки и юристы. Средневековое право позаимствовало лишь терминологический аппарат из римского права, сами же институты попросту не могли быть заимствованы, поскольку их суть заключалась в особом способе юридического мышления, методике разрешения конфликтов. То, что на текущий момент называют «римским правом» — разработка средневековых юристов, на основе изученных римских правовых памятников позднего периода.